# المسوح (سرار)

تعديل مصدري - تعديل

المسوح هي إحدى قرى عزلة سرار بمديرية سرار التابعة لمحافظة أبين، بلغ تعداد سكانها 109 نسمة حسب تعداد اليمن لعام 2004.